# Objekt (satsdel)
Objekt är ett satsled som fungerar som bestämning till transitiva verb. Objektet är en nominal funktion och har därmed i regel formen av en nominalfras, nominal infinitivfras eller bisats. Semantiskt har objektet ofta rollen av det som påverkas, uppnås, eller upplevs i och med utförandet av verbets handling. Vissa verb är bitransitiva, vilket innebär att de kan ta två objekt. Det ordinarie objektet kallas då direkt objekt och det andra för indirekt objekt i svensk grammatik. Det indirekta objektets semantiska roll är ofta den som gagnas eller drabbas av verbets aktion mot det direkta objektet.
Exempel: 
- Jag serverade maten.
- Jag serverade henne maten.

I båda dessa satser är maten direkt objekt. I den andra satsen är henne indirekt objekt.

## Markering
Objekt markeras morfologiskt eller syntaktiskt. Morfologisk markering av objekt innebär huvudsakligen kasusböjning; i exempelvis tyska och fornsvenska tar  direkta objekt ackusativt kasus, och indirekta objekt dativt kasus. Syntaktisk markering av objekt innebär att objektet markeras på position i satsen. Svenska har huvudsakligen syntaktisk markering av objekt: i satsen hunden jagar katten måste katten i regel tolkas som objekt, om inte kontexten öppnar för en annan tolkning (exempelvis om satsen yttras som svar på frågan Vad jagar katten?). Personliga pronomen har dock en speciell objektsform i svenskan, vilket gör att de lite friare kan flyttas till satsens början: mig är objekt i både Hunden jagar mig och Mig jagar hunden, och hunden är objekt i både Jag jagar hunden och Hunden jagar jag. Om objektet inte entydigt kan identifieras kan tolkningen avgöras semantiskt.

## Prepositionsobjekt
I vissa svenska grammatikor förekommer begreppet prepositionsobjekt. Detta avser en typ av adverbial vars semantiska funktion liknar det typiska objektets, det vill säga att de i satsens semantik syftar på det som påverkas eller åstadkoms av verbets handling. De kallas därför också objektsadverbial eller objektsliknande adverbial. I satsen Jag serverade maten åt henne kan adverbialet åt henne betraktas som prepositionsobjekt.